# إنهانجابي
إنهانجابي (بالبرتغالية: Inhangapi‏) بلدية في ولاية بارا في المنطقة الشمالية من البرازيل.